# The Boy Is Mine (album)
The Boy Is Mine è il secondo album della cantante statunitense Monica, pubblicato nell'estate del 1998 tramite l'Arista Records. L'album, che prende il nome dal fortunato primo singolo che ne è uscito fuori, è entrato nella top10 della Billboard 200 ed è stato certificato tre volte disco di platino dalla RIAA con oltre due milioni di copie vendute. Il disco ha prodotto sei singoli, di cui tre hanno raggiunto la prima posizione della classifica statunitense.

## Classifiche
| Classifica (2003)                     | Posizione |
| ------------------------------------- | --------- |
| Canada                                | 7         |
| U.S. Billboard 200                    | 8         |
| U.S. Billboard Top R&B/Hip-Hop Albums | 2         |

## Tracce
1. "Street Symphony"  	(Dallas Austin)	5:36
2. "The Boy Is Mine" (con Brandy)	(Brandy Norwood, Rodney Jerkins, Japhe Tejeda, Fred Jerkins III, LaShawn Daniels)	4:50
3. "Ring da Bell"  	(D. Austin)	4:23
4. "The First Night"  (Jermaine Dupri, Marilyn McLeod, Pam Sawyer, Tamara Savage)	3:55
5. "Misty Blue"  	(Bobby Montgomery,	D. Austin, Colin Wolfe)	4:21
6. "Angel of Mine"  	(Rhett Lawrence, Travon Potts,	Darkchild)	4:10
7. "Gone Be Fine" (featuring Outkast)	(D. Austin, Andre Benjamin)	4:17
8. "Inside"  	(Diane Warren, David Foster)	4:11
9. "Take Him Back"  	(D. Austin, Sting, Leslie Brathwaite) 	4:27
10. "Right Here Waiting" (featuring 112)	(Richard Marx	D. Foster, Tony Maserati)	4:29
11. "Cross the Room"  	(D. Austin, B. Curtis, Debra Killings)	3:51
12. "I Keep It to Myself"  	(Danny Sembello, Marti Sharron, Daryl Simmons)	4:25
13. "For You I Will"  	(D. Warren,	D. Foster)	4:54